# Риволта д'Ада
Риволта д'Ада (на италиански: Rivolta d'Adda) е град и община в Северна Италия.
Разположен е на река Ада в провинция Кремона на област (регион) Ломбардия. Населението му е 8199 души (1 януари 2023).